# Ararat-Verlag

Das Logo des Verlages zeigte einen stilisierten Berg Ararat

Der Ararat-Verlag war ein Ende der 1970er Jahre von Ahmet Doğan in Stuttgart gegründeter Buchverlag, der bis 1985 publizierte. Er war der erste Publikumsverlag in Deutschland, der als hauptsächliche Zielgruppe die Kinder türkischer Arbeitsmigranten im Blick hatte.

## Verlegerischer Ansatz
Hartmut Heinze machte in seiner Untersuchung von Migrantenliteratur in der Bundesrepublik Deutschland (1986) zwei große verlegerische Motivationen Doğans aus: zum einen seinen jugendlichen Lesern zur „Resistenz gegen Anpassung und Übernahme einer übernationalen Massenkultur“ zu verhelfen und zum anderen die „Überwindung einer ausschließlich auf die folkloristische Ebene reduzierten Kultur“ zu befördern, die sich unter Migrationsbedingungen auch zum Chauvinismus verkehren könne.
Der Verlag wird dem linksorientierten Spektrum zugerechnet.

## Verlagsgeschichte

Ausrisse von Hinweisen auf die Verlagsreihe „Texte in zwei Sprachen“ aus einem Ararat-Buchcover (Vor- und Rückseite) von 1979

Der Ararat-Verlag gehörte 1978 zu einer Reihe sich zu dieser Zeit im deutschen Sprachraum etablierender Kleinverlage, die begannen, die Übersetzung türkischer Literatur ins Deutsche zu fördern, was im Zusammenhang mit der Arbeitsmigration aus der Türkei in die BRD seit 1961 und der dadurch stark angestiegenen Anzahl der Türken in Deutschland zu sehen ist. Der später in West-Berlin ansässige Verlag gab sowohl traditionelle als auch zeitgenössische Werke türkischer Literatur zum Teil in zweisprachigen Ausgaben heraus. Dabei lag der Schwerpunkt auf Kinder- und Jugendliteratur; mit aus Deutschland stammender türkischer Literatur der Arbeitswelt sowie zeitgenössischer türkischer Literatur sprach man gleichsam die Eltern der Migrantenkinder an. Insbesondere mit der Reihe „Texte in zwei Sprachen“ wandte man sich aber ausdrücklich auch an deutsche Leser:

„Dem deutschen Leser, der im Alltag ständig mit türkischen Mitbürgern konfrontiert wird, sollen diese Menschen, ihr Denken und Fühlen näher gebracht, verständlich gemacht werden. Dem türkischen Leser im Ausland – oft zwischen zwei Welten orientierungslos – soll literarische Orientierungs- und Sozialisationshilfe geboten, sein Lesebedürfnis soll wenigstens teilweise abgedeckt werden.“

Gerade die zweisprachigen Bücher aus dem Ararat-Verlag fanden in der ersten Hälfte der 1980er Jahre eine bemerkenswerte Verbreitung. Auch von deutscher Seite erhielten Veröffentlichungen des Verlages einige Anerkennung, so erschien beispielsweise Des Märchens Kern (1978), der von Ararat herausgegebene zweibändige Versuch des türkischen Autors Vasif Öngören, „in der Kindheitssprache des Menschen die Geschichte der Menschheit zu erzählen“, auf der Auswahlliste zum Deutschen Jugendbuchpreis 1979. Später gab der Verlag auch Tagungsdokumentationen zu ausländerspezifischen Themen heraus (in diesem Kontext erschien 1983 auch ein Beitrag von Günter Grass bei Ararat) und bot überdies vermehrt bildenden Künstlern türkischer Herkunft wie Hanefi Yeter, Mehmet Ünal oder Mehmet Güler Veröffentlichungsmöglichkeiten, etwa durch die Herausgabe von Kunstbänden oder Fotopostkarten. Auch ein Notenbüchlein des Musikers Zülfü Livaneli erschien. Die Veröffentlichungstätigkeit Ararats bezüglich deutsch-türkischer Literaten stand Ende der 1970er / Anfang der 1980er im Gegensatz zur vielfach vorherrschenden „Betroffenheits“- und „Gastarbeiterliteratur“ innerhalb der bundesdeutschen Migrantenliteratur dieser Zeit sowie zu den folgenden Unternehmungen eines Münchner Instituts für Fremdsprache, welches Schreibversuche von Ausländern in deutscher Sprache durch Preisausschreiben anzuregen versuchte und die Ergebnisse in mehreren Bänden veröffentlichte.

### Bedeutende Autoren
Zu den bekanntesten in Deutschland schreibenden Autoren des Verlages gehörten der spätere Bundesverdienstkreuzträger Yüksel Pazarkaya (gleichfalls fest als Übersetzer tätig), Aras Ören und Fakir Baykurt, die bei Ararat Erstveröffentlichungen hatten. Der Münchner Schriftsteller Habib Bektaş hatte 1981 sein literarisches Debüt mit einem Gedicht- und Geschichtenband innerhalb der Verlagsreihe „Texte in zwei Sprachen“. Zum ersten Mal ins Deutsche übersetzt erschienen bei Ararat u. a. die türkische Schriftstellerin Adalet Ağaoğlu und eine Reihe von Werken Nazim Hikmets. Auch die Erzählungen aus dem Erzählband Gelbe Hitze (1982) von Yaşar Kemal waren zuvor noch nicht in deutscher Sprache erschienen.

## Verwendete Literatur
- Hartmut Heinze: Migrantenliteratur in der Bundesrepublik Deutschland: Bestandsaufnahme und Entwicklungstendenzen zu einer multikulturellen Literatursynthese. Express-Edition, Berlin 1986, ISBN 3-88548-411-0, S. 68–71.